# 头孢匹林
头孢匹林（INN：Cefapirin）是一种可注射的第一代头孢菌素类抗生素。它以商品名Cefadyl销售。在美国，用于人类的产品已停止生产。
它在兽医学中也有作用，如Metricure，一种宫内制剂，并在Mastiplan中与泼尼松龙结合使用，一种乳房内制剂。两者都获得了用于牛的许可。

## 合成

头孢匹林的合成：

在其中一种合成中，7-氨基头孢烷酸与溴乙酰氯反应生成酰胺。然后，卤素基团被 4-硫代吡啶取代。